# Liste der Baudenkmäler in Niederdorf (Südtirol)
Die Liste der Baudenkmäler in Niederdorf (italienisch Villabassa) enthält die 20 als Baudenkmäler ausgewiesenen Objekte auf dem Gebiet der Gemeinde Niederdorf in Südtirol.
Basis ist das im Internet einsehbare offizielle Verzeichnis der Baudenkmäler in Südtirol. Dabei kann es sich beispielsweise um Sakralbauten, Wohnhäuser, Bauernhöfe und Adelsansitze handeln. Die Reihenfolge in dieser Liste orientiert sich an der Bezeichnung, alternativ ist sie auch nach der Adresse oder dem Datum der Unterschutzstellung sortierbar.

## Liste
| Foto |                 | Bezeichnung                                                                  | Standort                                         | Eintragung                    | Beschreibung                  | Metadaten                                               |
| ---- | --------------- | ---------------------------------------------------------------------------- | ------------------------------------------------ | ----------------------------- | ----------------------------- | ------------------------------------------------------- |
| BW   | Datei hochladen | Bad Maistatt mit Gartenhaus ID: 50430                                        | 46° 43′ 39″ N, 12° 11′ 11″ O                     | 21. Nov. 2005 (BLR-LAB 4421)  | Badehaus                      | KG: Niederdorf Bauparzelle: 446, 447                    |
| ja   | Datei hochladen | Bahnhof Niederdorf ID: 50179                                                 | 46° 44′ 12″ N, 12° 10′ 2″ O                      | 5. Apr. 2004 (BLR-LAB 1083)   | Bahnhof/Remise                | KG: Niederdorf Bauparzelle: 212                         |
| ja   | Datei hochladen | Ehemaliges Gerichtshaus ID: 16335                                            | 46° 44′ 16″ N, 12° 10′ 11″ O                     | 31. Mai 1950 (MD)             | Ländliches Wohnhaus/Bauernhof | KG: Niederdorf Bauparzelle: 63                          |
| ja   | Datei hochladen | Ehemaliges Kurz'sches Benefiziatenhaus ID: 16336                             | 46° 44′ 18″ N, 12° 10′ 10″ O                     | 28. Mai 1985 (BLR-LAB 2383)   |                               | KG: Niederdorf Bauparzelle: 68                          |
| ja   | Datei hochladen | Frau-Emma-Straße 30 ID: 16333                                                | Frau-Emma-Straße 30 46° 44′ 14″ N, 12° 10′ 22″ O | 28. Mai 1985 (BLR-LAB 2383)   | Ländliches Wohnhaus/Bauernhof | KG: Niederdorf Bauparzelle: 39                          |
| ja   | Datei hochladen | Frau-Emma-Straße 32 ID: 16334                                                | Frau-Emma-Straße 32 46° 44′ 13″ N, 12° 10′ 23″ O | 28. Mai 1985 (BLR-LAB 2383)   | Ländliches Wohnhaus/Bauernhof | KG: Niederdorf Bauparzelle: 40                          |
| ja   | Datei hochladen | Gruberstöckl ID: 16349                                                       | 46° 45′ 4″ N, 12° 8′ 4″ O                        | 28. Mai 1985 (BLR-LAB 2383)   | Kapelle                       | KG: Niederdorf Grundparzelle: 1370                      |
| ja   | Datei hochladen | Hanslbäck ID: 16332                                                          | 46° 44′ 16″ N, 12° 10′ 17″ O                     | 28. Mai 1985 (BLR-LAB 2383)   | Ländliches Wohnhaus/Bauernhof | KG: Niederdorf Bauparzelle: 18                          |
| ja   | Datei hochladen | Hotel Ebner ID: 16337                                                        | 46° 44′ 18″ N, 12° 10′ 10″ O                     | 28. Mai 1985 (BLR-LAB 2383)   | Hotel                         | KG: Niederdorf Bauparzelle: 69/1                        |
| BW   | Datei hochladen | Kapelle am Eggerberg ID: 16345                                               | 46° 44′ 49″ N, 12° 8′ 28″ O                      | 28. Mai 1985 (BLR-LAB 2383)   | Kapelle                       | KG: Niederdorf Bauparzelle: 192                         |
| ja   | Datei hochladen | Kapelle beim Obersinner ID: 16348                                            | 46° 44′ 49″ N, 12° 10′ 7″ O                      | 28. Mai 1985 (BLR-LAB 2383)   | Kapelle                       | KG: Niederdorf Grundparzelle: 1240/1, 1240/2, 1240/3    |
| ja   | Datei hochladen | Kapelle beim Thaler ID: 16347                                                | 46° 45′ 0″ N, 12° 9′ 1″ O                        | 31. Mai 1950 (MD)             | Kapelle                       | KG: Niederdorf Bauparzelle: 198                         |
| ja   | Datei hochladen | Pfarrkirche St. Stephan mit Friedhofskapelle St. Anna und Friedhof ID: 16342 | 46° 44′ 22″ N, 12° 10′ 11″ O                     | 28. Mai 1985 (BLR-LAB 2383)   | Kirche                        | KG: Niederdorf Bauparzelle: 148, 149 Grundparzelle: 260 |
| ja   | Datei hochladen | Pfarrwidum Niederdorf mit Garten ID: 50625                                   | 46° 44′ 22″ N, 12° 10′ 8″ O                      | 27. Feb. 2020 (EX-LEG 156430) | 1853 erbautes Gebäude         | KG: Niederdorf Bauparzelle: 147/1, 258, 259             |
| ja   | Datei hochladen | Rathaus ID: 16340                                                            | 46° 44′ 16″ N, 12° 10′ 9″ O                      | 28. Mai 1985 (BLR-LAB 2383)   | Zollhaus                      | KG: Niederdorf Bauparzelle: 83                          |
| ja   | Datei hochladen | Spital und Kirche zur Heiligen Dreifaltigkeit ID: 16338                      | 46° 44′ 18″ N, 12° 10′ 8″ O                      | 28. Mai 1985 (BLR-LAB 2383)   | Spital und Kirche             | KG: Niederdorf Bauparzelle: 70, 71                      |
| ja   | Datei hochladen | St. Maria Magdalena in Moos ID: 16344                                        | 46° 44′ 34″ N, 12° 9′ 20″ O                      | 28. Mai 1985 (BLR-LAB 2383)   | Kirche                        | KG: Niederdorf Bauparzelle: 179                         |
| BW   | Datei hochladen | St.-Johannes-Nepomuk-Kapelle in Bad Maistatt ID: 16343                       | 46° 43′ 41″ N, 12° 11′ 11″ O                     | 31. Mai 1950 (MD)             | Kirche                        | KG: Niederdorf Bauparzelle: 175                         |
| ja   | Datei hochladen | Wassermannhaus ID: 16339                                                     | 46° 44′ 18″ N, 12° 10′ 3″ O                      | 31. Mai 1950 (MD)             | Ländliches Wohnhaus/Bauernhof | KG: Niederdorf Bauparzelle: 75                          |
| ja   | Datei hochladen | Weißes Haus ID: 16341                                                        | Dantestraße 3 46° 44′ 18″ N, 12° 10′ 0″ O        | 28. Mai 1985 (BLR-LAB 2383)   | Ländliches Wohnhaus/Bauernhof | KG: Niederdorf Bauparzelle: 106                         |

Falls bei einem Baudenkmal keine Koordinaten bekannt sind, werden ersatzweise die Katasterdaten zum Zeitpunkt der Unterschutzstellung angegeben. Diese sind weder offiziell noch zwingend aktuell.
Die vom Landesdenkmalamt übernommenen Adressen können veraltet sein.
| Foto:   | Fotografie des Denkmals. Klicken des Fotos erzeugt eine vergrößerte Ansicht. Daneben finden sich zwei Symbole: |
| ID      | Identifikator beim Südtiroler Landesdenkmalamt                                                                 |
| KG      | Katastralgemeinde                                                                                              |
| MD      | Ministerialdekret                                                                                              |
| BLR-LAB | Beschluss der Landesregierung – Landesausschussbeschluss                                                       |